# Aplysina pseudolacunosa
Aplysina pseudolacunosa är en svampdjursart som beskrevs av Pinheiro, Hajdu och Custodio 2007. Aplysina pseudolacunosa ingår i släktet Aplysina och familjen Aplysinidae. Inga underarter finns listade i Catalogue of Life.